# Rabbit (scooter)

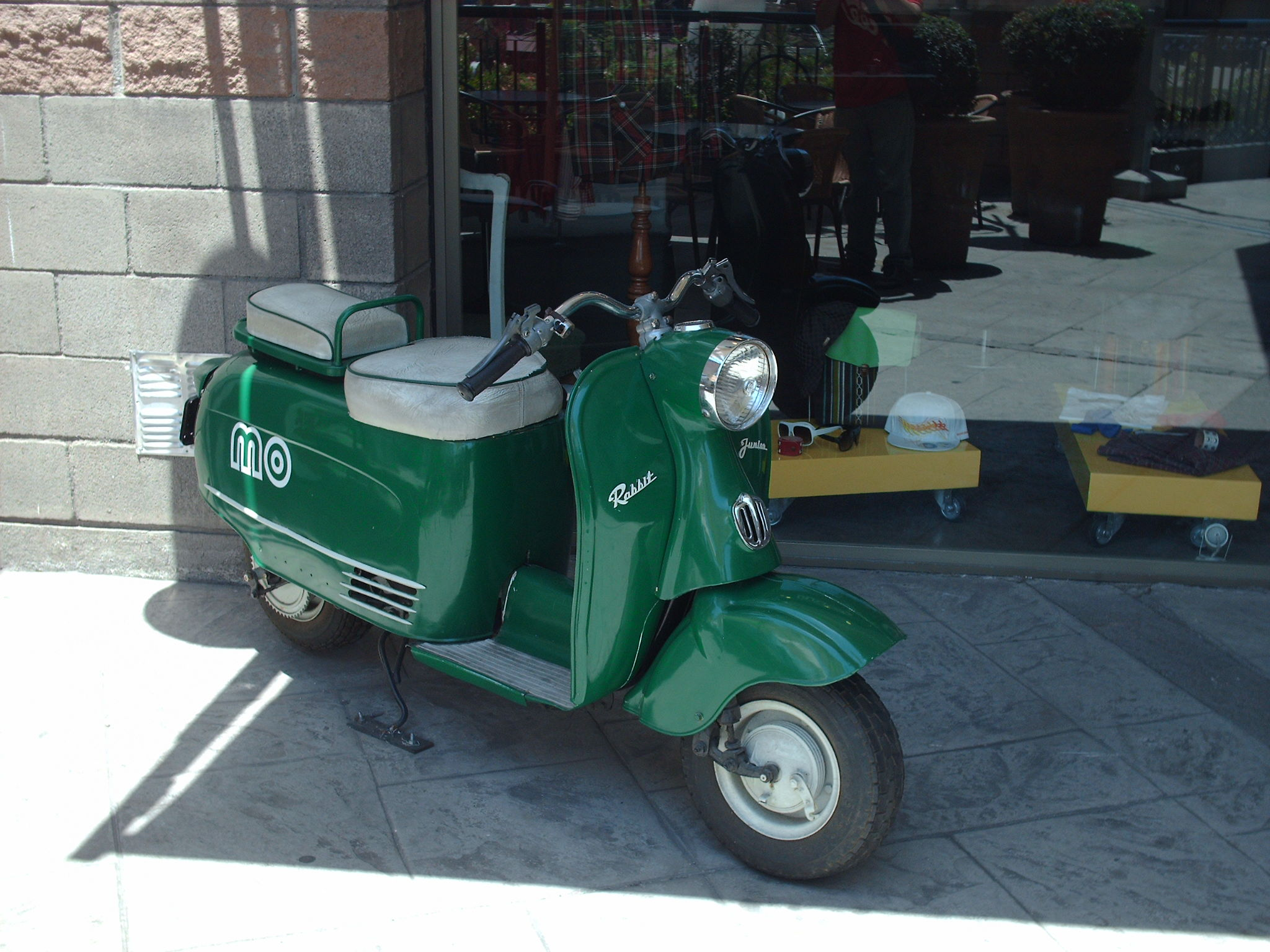
Fuji Rabbit Junior scooter

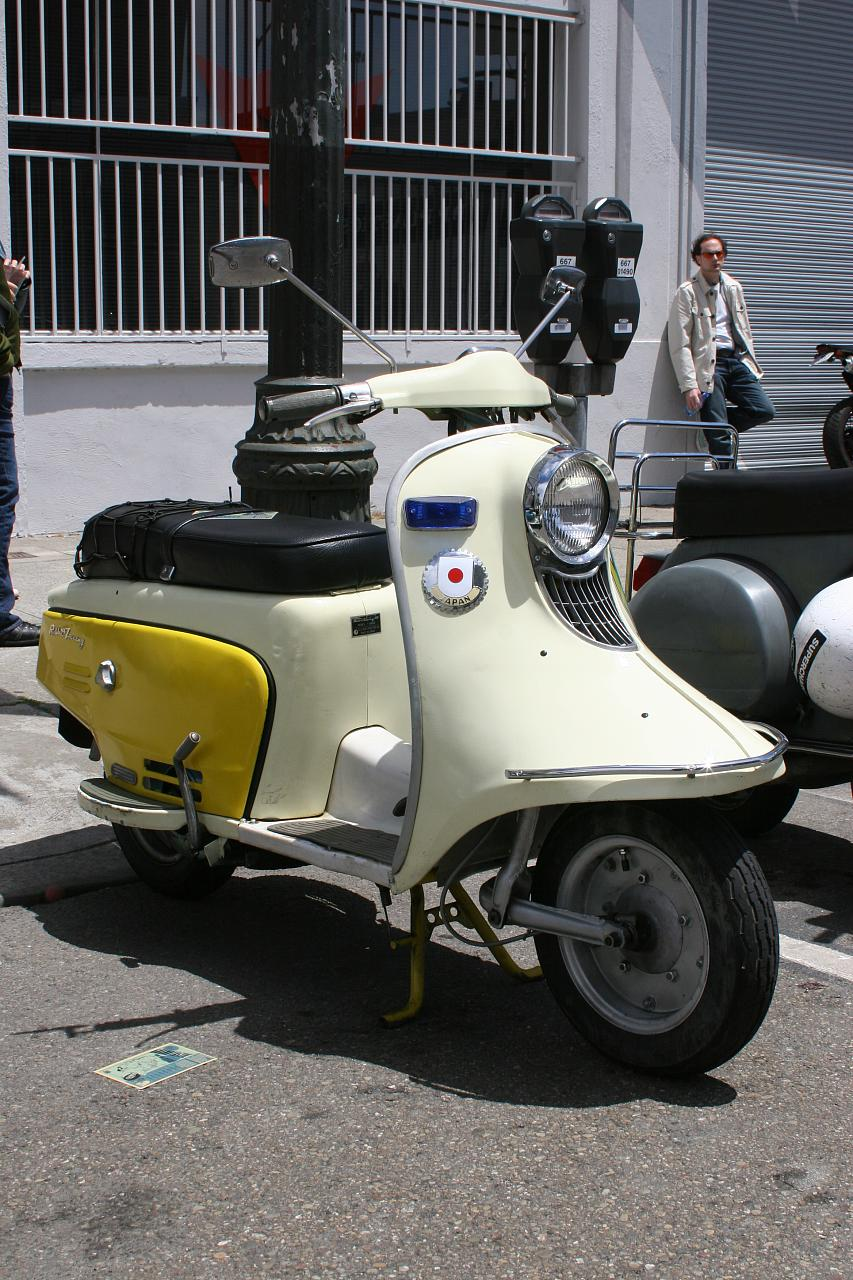
Fuji Rabbit Touring 150

Rabbit (Engels voor konijn) is een Japans historisch merk van scooters.
Ze werden geproduceerd door Fuji Heavy Industries Ltd., Chiyoda-ku, Tokio (1945-1968).
Japans merk dat 90-, 123-, 150- en 199cc scooters bouwde en daarmee een groot aandeel van de Japanse markt verwierf. Zie ook Hurricane.